# Il Telecanzoniere
Il Telecanzoniere è stato un programma televisivo italiano di genere varietà musicale andato in onda per una edizione e sei puntate dal 1º febbraio all'8 marzo 1970 sul Secondo Programma della Rai.

## Caratteristiche
Diretto da Priscilla Contardi e Gianfranco Piccioli – futuro produttore cinematografico, tra gli altri di Francesco Nuti – con la supervisione alla regia di Mario Landi il programma, registrato su pellicola cinematografica a colori negli studi della RCA Italiana era condotto da Sandro Ciotti al suo debutto televisivo.
In ciascuna delle sei puntate venivano proposti otto tra cantanti e gruppi musicali, sia affermati che le nuove proposte, le quali presentavano i loro successi del momento in una sorta di videoclip ante litteram, filmati dalla stessa produzione in contesti diversi che non avevano nulla da spartire col contenuto della canzone. Alcuni si esibivano sul palcoscenico dal vivo, introdotti dal conduttore in modo ironico e metaforico, tra il moderno disc jockey e il telecronista sportivo. Tra i 48 ospiti della trasmissione, si segnalano Mal, Caterina Caselli, Gianni Morandi, Patty Pravo, Sergio Endrigo, Nada, Edoardo Vianello e numerosi altri. La sigla di chiusura è il brano In the Year 2525 di Zager and Evans.
Nel luglio del 2023, in occasione dei vent'anni dalla scomparsa del conduttore, il sito Rai Play ha reso disponibili in streaming le sei puntate integrali.

## Cantanti e gruppi musicali ospiti
Di seguito forniamo l'elenco dei cantanti e gruppi musicali presentati nella trasmissione con il relativo brano. Nell'ultima puntata non venne trasmesso il brano dell'Equipe 84 Pomeriggio ore 6 quasi certamente per ragioni censorie; nel filmato la presentazione del gruppo da parte del conduttore nell'introduzione della puntata è stata cancellata dal sonoro.
1ª puntata (1º febbraio 1970)
- I Pyrañas – Sophie
- Maurizio Vandelli – Perdona bambina
- I Califfi – Fogli di quaderno
- Éric Charden – Senza te
- Isabella Iannetti – Cuore innamorato
- New Trolls – Davanti agli occhi miei
- Mal – Pensiero d'amore
- Caterina Caselli – Emanuel

2ª puntata (8 febbraio 1970)
- Mario Tessuto – Lisa dagli occhi blu
- Nada – Cuore stanco
- I Nuovi Angeli – Ragazzina ragazzina
- Gipo Farassino – Avere un amico
- Patty Pravo – Il paradiso
- Bobby Solo – Domenica d'agosto
- Françoise Hardy – Il pretesto
- Gianni Morandi – Parlami d'amore

3ª puntata (15 febbraio 1970)
- Gianni Pettenati – Caldo caldo
- Pascal – Amore siciliano
- I Protagonisti – Noi ci amiamo
- Nicola Di Bari – Eternamente
- The Motowns – Sogno, Sogno, Sogno
- Gigliola Cinquetti – Il treno dell'amore
- Jimmy Fontana – Melodia
- Antoine – La sbornia

4ª puntata (22 febbraio 1970)
- Tony Del Monaco – Una spina e una rosa
- Ugolino – Ma che bella giornata
- Wess – Ti ho inventata io
- I Gatti Rossi – La pioggia amavi tu
- Gabriella Ferri – È scesa ormai la sera
- Marisa Sannia – La compagnia
- Michele – Soli si muore
- Carmen Villani – Due viole in un bicchiere

5ª puntata (1º marzo 1970)
- Riccardo Del Turco – Il compleanno
- Mino e Sergio – Il cinema
- Mimma – Goodbye
- Nini Rosso – Compositore
- Farida – Vedrai, vedrai
- The Rokes – 28 giugno
- Sergio Endrigo – Sophia
- Iva Zanicchi – Un bacio sulla fronte

6ª puntata (8 marzo 1970)
- Marcella Bella – Il pagliaccio
- I Bruzi – Miss love you
- Edoardo Vianello – La marcetta
- Ambra Borelli – Mela acerba
- Franco Guidi – Amico mio riposati
- Dori Ghezzi – La mia festa
- Equipe 84 – Pomeriggio: ore 6 (non trasmesso)
- Claudio Villa – Il momento della verità